# Longrita findal
Espèce
Longrita findal est une espèce d'araignées aranéomorphes de la famille des Trachycosmidae.

## Distribution
Cette espèce est endémique du Mid West en Australie-Occidentale,. Elle se rencontre dans le vers Paynes Find et Polelle Station.

## Description
Le mâle holotype mesure 17 mm et la femelle 20 mm.

## Systématique et taxinomie
Cette espèce a été décrite par Platnick en 2002.

## Publication originale
- Platnick, 2002 : « A revision of the Australasian ground spiders of the families Ammoxenidae, Cithaeronidae, Gallieniellidae, and Trochanteriidae (Araneae: Gnaphosoidea). » Bulletin of the American Museum of Natural History, no 271, p. 1-243 (texte intégral).